# Nintendo 3DS

Logo konsoli

Nintendo 3DS – przenośna konsola gier wideo wyprodukowana przez Nintendo, zaprezentowana podczas Electronic Entertainment Expo 15 czerwca 2010 jako następca Nintendo DS. Ekran konsoli umożliwia oglądanie obrazu trójwymiarowego bez konieczności noszenia specjalnych okularów, wykorzystując do tego metodę autostereoskopii. 11 października 2014 roku została wydana ulepszona wersja konsoli New Nintendo 3DS. Produkcję konsoli zakończono we wrześniu 2020 roku. W 2023 roku zamknięto sklep eShop dla konsoli, a w 2024 roku wyłączono usługę sieciową Nintendo Network.

## Historia
Spekulacje na temat następcy konsoli Nintendo DS pojawiły się pod koniec 2009 roku, gdy Nintendo kontrolowało około 68% globalnego rynku gier przenośnych. W październiku tego samego roku serwis Bright Side of News poinformował, że przedsiębiorstwo Nvidia zostało wybrane przez Nintendo jako dostawca podzespołów dla konsoli następnej generacji. Pod koniec miesiąca prezes Nintendo, Satoru Iwata, wyraził zainteresowanie badaniem nowych rozwiązań w zakresie łączności mobilnej. Wskazał przy tym, że standardowe subskrypcyjne modele dostępu do Internetu nie są atrakcyjne dla klientów Nintendo. Wśród potencjalnych rozwiązań wymienił technologię Whispernet, stosowaną w czytnikach Amazon Kindle, która umożliwia bezpłatny dostęp do sklepu Kindle Store.
23 marca 2010 roku Nintendo oficjalnie zapowiedziało konsolę Nintendo 3DS. Konsola została zaprezentowana publicznie podczas konferencji Nintendo na E3 2010, 15 czerwca 2010 roku. Wraz z prezentacją przedstawiono wstępną listę gier dostępnych na premierę, obejmującą m.in. Kid Icarus: Uprising, Kingdom Hearts 3D, Metal Gear Solid: Snake Eater 3D, Resident Evil: Revelations, Super Street Fighter IV: 3D Edition, Mario Kart 7, Animal Crossing: New Leaf, Star Fox 64 3D oraz The Legend of Zelda: Ocarina of Time 3D.
29 września 2010 roku ogłoszono, że Nintendo 3DS zadebiutuje w Japonii 26 lutego 2011 roku. Wraz z zapowiedzią ogłoszono również nowe funkcje konsoli, takie jak Mii Maker, usługa Virtual Console (obejmująca gry z Game Boya i Game Boy Color), 3D Classics, podstawka do ładowania konsoli, multitasking oraz wbudowane gry wykorzystujące rzeczywistość rozszerzoną. Premiera konsoli odbyła się w Japonii 26 lutego 2011 roku, a następnie w Europie 25 marca, w Ameryce Północnej 27 marca i w Australii 31 marca<.
W kolejnych latach Nintendo wprowadziło nowe warianty konsoli, w tym powiększony model XL, wersję 2DS pozbawioną funkcji wyświetlania obrazu 3D oraz ulepszony model New Nintendo 3DS.
W październiku 2016 roku Nintendo zaprezentowało swoją następną konsolę, Nintendo Switch, która zadebiutowała na rynku w marcu 2017 roku. Switch to konsola hybrydowa, działająca zarówno jako konsola stacjonarna, jak i przenośna. Choć Nintendo unikało określania Switcha mianem bezpośredniego następcy Wii U czy 3DS, w praktyce konsola stopniowo zastąpiła te urządzenia jako główny system firmy. Produkcję Wii U zakończono tuż przed premierą Switcha, natomiast 3DS był utrzymywany w ofercie jako tańsza alternatywa dla młodszych graczy. W 2017 roku Reggie Fils-Aimé, ówczesny prezes Nintendo of America, zadeklarował dalsze wsparcie dla 3DS co najmniej do 2018 roku, choć w tym samym roku rozpoczęto wycofywanie konsoli z kolejnych rynków.
Pomimo malejącego zainteresowania, produkcja modeli z rodziny 3DS trwała aż do 16 września 2020 roku. Zamknięcie sklepu eShop dla 3DS nastąpiło 27 marca 2023 roku, a 8 kwietnia 2024 roku wyłączono także usługi online Nintendo Network dla tej konsoli.

## Funkcje konsoli

### Rzeczywistość rozszerzona
Do konsoli dołączono kilka gier wykorzystujących rzeczywistość rozszerzoną, wraz z sześcioma papierowymi kartami.

### Kompatybilność wsteczna
Konsola jest w pełni kompatybilna z całą serią oprogramowania dla Nintendo DS i DSi.

### StreetPass
Dzięki funkcji StreetPass, użytkownik umożliwia swojej konsoli wymianę informacji z innymi urządzeniami tego samego typu, które znajdą się w jej zasięgu w ciągu dnia.

### Odtwarzanie 3D
Konsola umożliwia odtwarzanie filmów 3D. Nintendo zawarło porozumienia na dostarczanie materiałów z wytwórniami Warner Bros, Disney oraz DreamWorks, a także z nadawcami telewizyjnymi Eurosport i BSkyB.

## Porównanie modeli serii 3DS
| Porównanie konsol serii Nintendo 3DS | Porównanie konsol serii Nintendo 3DS                                                                      | Porównanie konsol serii Nintendo 3DS                                                                      | Porównanie konsol serii Nintendo 3DS                                                                      | Porównanie konsol serii Nintendo 3DS                                                                                          | Porównanie konsol serii Nintendo 3DS                                                                                          | Porównanie konsol serii Nintendo 3DS                                                                         |
| Model                                | Nintendo 3DS                                                                                              | Nintendo 3DS XL/LL                                                                                        | Nintendo 2DS                                                                                              | New Nintendo 3DS | New Nintendo 3DS XL/LL | New Nintendo 2DS XL/LL                                                                                       |
| ------------------------------------ | --- | --- | --- | --- | --- | --- |
| Konsola                              | | | | | | |
| Produkcja                            | Wycofane                                                                                                  | Wycofane                                                                                                  | Wycofane                                                                                                  | Wycofane | Wycofane | Wycofane |
| Cena w dniu premiery                 | JP¥25,000 USD$249.99                                                                                      | ¥18,900 US$199.99                                                                                         | US$129.99                                                                                                 | ¥16,000 US$219.99 | ¥18,900 US$199.99 | JP¥14,980 USD$149.99                                                                                         |
| Waga                                 | 230g | 336g | 260g | 253g | 330g | 260g |
| Wyświetlacz                          | 3D 3,53" (90 mm), 800 × 240 px (400 × 240 WQVGA na jedno oko) z 24 bitową paletą kolorów                  | 3D 4,88" 800 × 240px                                                                                      | 3,53" TN 800 × 240px                                                                                      | 3D TN lub IPS 3,88" 800 × 240px                                                                                               | 3D TN lub IPS 4,88" 800 × 240px                                                                                               | 4,88" TN 800 × 240px                                                                                         |
| Wyświetlacz                          | 3,02" (77 mm), 320 × 240 QVGA z 24 bitową paletą kolorów                                                  | 4,18" 320 × 240px                                                                                         | 3,00" 320 × 240px                                                                                         | 3,33" 320 × 240px | 4,18", 320 × 240px | 4,18", 320 × 240px                                                                                           |
| Wymiary                              | 74 mm × 134 mm x 21 mm                                                                                    | 93 mm × 156 mm x 22 mm                                                                                    | 127 mm × 144 mm x 20 mm                                                                                   | 81 mm × 142 mm x 23 mm | 94 mm × 160 mm x 20 mm | 86 mm × 160 mm x 20 mm                                                                                       |
| Kompatybilność wsteczna              | DSi/DS, Virtual Console (GB, GBC, GBA, Game Gear, NES, PC Engine)                                         | DSi/DS, Virtual Console (GB, GBC, GBA, Game Gear, NES, PC Engine)                                         | DSi/DS, Virtual Console (GB, GBC, GBA, Game Gear, NES, PC Engine)                                         | DSi/DS, Virtual Console (GB, GBC, GBA, Game Gear, NES, PC Engine, SNES)                                                       | DSi/DS, Virtual Console (GB, GBC, GBA, Game Gear, NES, PC Engine, SNES)                                                       | DSi/DS, Virtual Console (GB, GBC, GBA, Game Gear, NES, PC Engine, SNES)                                      |
| pamięć flash                         | 1GB, rozszerzalna przez kartę SDHC                                                                        | 1GB, rozszerzalna przez kartę SDHC                                                                        | Różne pojemności, rozszerzalna przez kartę SDHC                                                           | Różne pojemności, rozszerzalna przez kartę micro SDHC                                                                         | Różne pojemności, rozszerzalna przez kartę micro SDHC                                                                         | Rozszerzalna przez kartę micro SDHC                                                                          |
| RAM                                  | 128 MB FCRAM                                                                                              | 128 MB FCRAM                                                                                              | 128 MB FCRAM                                                                                              | 256 MB FCRAM | 256 MB FCRAM | 256 MB FCRAM                                                                                                 |
| Procesor                             | ARM11 2x MPCore, 2x VFPv2 Co-Procesor 268 MHz oraz - ARM946 134 MHz                                       | ARM11 2x MPCore, 2x VFPv2 Co-Procesor 268 MHz oraz - ARM946 134 MHz                                       | ARM11 2x MPCore, 2x VFPv2 Co-Procesor 268 MHz oraz - ARM946 134 MHz                                       | 4x MPCore, 4x VFPv2 804 MHz z L2 Cache oraz - ARM946 134 MHz                                                                  | 4x MPCore, 4x VFPv2 804 MHz z L2 Cache oraz - ARM946 134 MHz                                                                  | 4x MPCore, 4x VFPv2 804 MHz z L2 Cache oraz - ARM946 134 MHz                                                 |
| GPU                                  | PICA200 firmy Digital Media Professionals, 6 MB VRAM                                                      | PICA200 firmy Digital Media Professionals, 6 MB VRAM                                                      | PICA200 firmy Digital Media Professionals, 6 MB VRAM                                                      | PICA200 firmy Digital Media Professionals, 10 MB VRAM                                                                         | PICA200 firmy Digital Media Professionals, 10 MB VRAM                                                                         | PICA200 firmy Digital Media Professionals, 10 MB VRAM                                                        |
| Kamera                               | Jedna przednia 2D i dwie tylne umożliwiające robienie zdjęć w 3D, wszystkie o rozdzielczości 0,3 MP (VGA) | Jedna przednia 2D i dwie tylne umożliwiające robienie zdjęć w 3D, wszystkie o rozdzielczości 0,3 MP (VGA) | Jedna przednia 2D i dwie tylne umożliwiające robienie zdjęć w 3D, wszystkie o rozdzielczości 0,3 MP (VGA) | Jedna przednia 2D i dwie tylne umożliwiające robienie zdjęć w 3D o rozdzielczości 0,3 MP                                      | Jedna przednia 2D i dwie tylne umożliwiające robienie zdjęć w 3D o rozdzielczości 0,3 MP                                      | Jedna przednia 2D i dwie tylne umożliwiające robienie zdjęć w 3D o rozdzielczości 0,3 MP                     |
| Łączność/inne                        | Wi-Fi 802.11b/g, 3-osiowy akcelerometr, 3-osiowy żyroskop, mikrofon, port podczerwieni                    | Wi-Fi 802.11b/g, 3-osiowy akcelerometr, 3-osiowy żyroskop, mikrofon, port podczerwieni                    | Wi-Fi 802.11b/g, 3-osiowy akcelerometr, 3-osiowy żyroskop, mikrofon, port podczerwieni                    | Wi-Fi 802.11b/g, 3-osiowy akcelerometr, 3-osiowy żyroskop, mikrofon, port podczerwieni, C-stick, czytnik NFC, czujnik światła | Wi-Fi 802.11b/g, 3-osiowy akcelerometr, 3-osiowy żyroskop, mikrofon, port podczerwieni, C-stick, czytnik NFC, czujnik światła | Wi-Fi 802.11b/g, 3-osiowy akcelerometr, 3-osiowy żyroskop, mikrofon, port podczerwieni, C-stick, czytnik NFC |

## Nintendo 2DS
Nintendo 2DS jest ekonomiczną alternatywą dla 3DS-a. Model pojawił się 12 października 2013.
Poszczególne cechy konsoli:
- litowo-jonowa bateria o pojemności 1300 mAh
- dwurdzeniowy procesor ARM11 MPCore
- pamięć – 128 MB FCRAM, 6 MB VRAM
- zapis – do 4 GB na dołączonej karcie SD, 1 GB pamięci flash, wejście na tzw. „game cardy”
- wyświetlacze są pozbawione autosteroskopii (nie może generować obrazu 3D)
- grafika i kamery są takie same jak w przypadku 3DS-a
- zawiera mikrofon, lecz głośniki są monofoniczne
- zawiera Wi-Fi
- nie ma zamknięcia w postaci klapki

## Nintendo 3DS XL
Podobnie jak w przypadku przejścia z wersji DSi do DSi XL, Nintendo 3DS XL (sprzedawany pod nazwą 3DS LL w Japonii) charakteryzuje się większym ekranem, dłuższą żywotnością baterii i większym rozmiarem obudowy.

## New Nintendo 3DS
Udoskonalona wersja konsoli 3DS została wydana w Japonii 11 października 2014 roku oraz w Australii i Nowej Zelandii 21 listopada 2014. Premiera w USA i Europie odbyła się 13 lutego 2015.

### Zmiany
Wersja New Nintendo 3DS wprowadza wiele oczekiwanych zmian i ulepszeń:
- dodano triggery ZL i ZR[48]
- dodano drugą gałkę analogową inspirowaną C-Stick z konsoli GameCube[48]
- wprowadzono możliwość wymiany paneli na górze i dole obudowy (nie dotyczy wersji XL)
- rozmiar ekranu standardowej wersji to 3,88", a rozmiar ekranu wersji XL to 4,88"
- zmieniono procesor na nowszy i wydajniejszy[48]
- zwiększono pamięć operacyjną z 128 MB FCRAM do 256 MB FCRAM, a także 6 MB VRAM podniesiono do 10 MB VRAM
- dodano port NFC umożliwiający odbieranie wiadomości z figurek „amiibo” produkcji Nintendo[48]
- tryb 3D jest teraz widoczny pod większymi kątami, dzięki technologii śledzenia głowy gracza[48]

### Kompatybilność
Konsola jest kompatybilna z wszystkimi grami na konsolę Nintendo DS oraz Nintendo 3DS. Istnieją również już takie gry, które obsłużą tylko New 3DS. Dodatkowo konsola miała dostęp do internetowego sklepu eShop, który zawierał gry ze starszych konsol Nintendo w usłudze Virtual Console.

## New Nintendo 3DS XL
Powiększony wariant modelu New Nintendo 3DS. Wprowadzono w nim analogiczne zmiany jak w standardowym modelu. W odróżnieniu od niego powiększony model nie ma wymiennych paneli dotykowych.

## New Nintendo 2DS XL
Następca modelu 2DS. Wprowadza część zmian z New 3DS w tym m.in. większą ilość pamięci operacyjnej i lepszy procesor, choć podobnie jak poprzednik nie obsługuje 3D. Wariant ten jest w odróżnieniu od poprzednika składany podobnie jak pozostałe wersje konsoli 3DS.